# Ісаметово (Шаранський район)
Ісаме́тово (рос. Исаметово, башк. Исәмәт) — присілок у складі Шаранського району Башкортостану, Росія. Входить до складу Дмитрієво-Полянської сільської ради.
Населення — 2 особи (2010; 3 у 2002).
Національний склад:
- башкири — 100 %